# Nhà thờ Thánh Margita ở Lamač
Nhà thờ Thánh Margita ở Lamač (tiếng Slovakia: Kostol svätej Margity v Lamač) là một nhà thờ giáo xứ Công giáo La Mã, tọa lạc ở quận Lamač, thành phố Bratislava, vùng Bratislava, Slovakia. Vào ngày 16 tháng 12 năm 1996, nhà thờ này được ghi danh vào Danh sách Di tích Trung ương theo quyết định của Bộ Văn hóa Cộng hòa Slovakia.

## Lịch sử
Nhà thờ Thánh Margita ở Lamač được xây dựng từ năm 1947 đến năm 1951. Trên địa điểm xây dựng nhà thờ, trước đây từng có một nhà thờ cũ hơn được xây dựng vào thế kỷ 16. Do nhà thờ cũ không còn đáp ứng được nhu cầu của giáo xứ nên nhà thờ Thánh Margita hiện nay được xây lên. Tác giả thiết kế kiến trúc của nhà thờ này là một kiến trúc sư tài năng người Slovakia tên là Milan Michal Harminc. Trên mặt tiền của nhà thờ có một bức tranh khảm tôn kính Thánh Margita Uhorská. Tác giả của tác phẩm nghệ thuật này là họa sĩ Ernest Zmeták.
Trong khuôn viên của nhà thờ Thánh Margita ở Lamač có một di tích văn hóa quốc gia là Đài tưởng niệm những người đã hi sinh trong Chiến tranh thế giới thứ nhất và thứ hai ở Lamač của nhà điêu khắc Alojz Rigele.